# Puryna
Puryna (imidazolopirymidyna) – heterocykliczny, aromatyczny związek organiczny, zbudowany ze skondensowanych pierścieni pirymidyny i imidazolu. W przyrodzie występuje dosyć rzadko, natomiast jej pochodne pełnią ważną rolę jako alkaloidy, metabolity oraz nukleotydy.
Puryna jest podstawą dwóch zasad azotowych wchodzących w skład kwasów nukleinowych (DNA i RNA) – guaniny i adeniny. Łączą się one komplementarnie z zasadami pirymidynowymi, odpowiednio z cytozyną oraz tyminą w przypadku DNA lub uracylem w przypadku RNA.

## Wybrane pochodne puryny

Niektóre pochodne puryny o znaczeniu biologicznym

### Alkaloidy wytwarzane przez rośliny
- kofeina
- teobromina
- teofilina

### Składniki kwasów nukleinowych i ich metabolity
- adenina
- guanina
- hipoksantyna
- ksantyna
- kwas moczowy
- izoguanina

### Leki
- allopurynol
- acyklowir
- gancyklowir